# Cerkiew Zmartwychwstania Pańskiego w Wiłkomierzu
Cerkiew Zmartwychwstania Pańskiego – prawosławna cerkiew w Wiłkomierzu, w obrębie cmentarza prawosławnego. Wzniesiona w latach 1868–1869. Od 1919 świątynia parafialna. Należy do dekanatu kowieńskiego w eparchii wileńskiej i litewskiej Rosyjskiego Kościoła Prawosławnego.

## Historia
Cerkiew została ufundowana przez generała-majora Iwana Letmiużnikowa, dowódcę 28 brygady artylerii w armii carskiej i wzniesiona w latach 1868–1869. Wzniesienie obiektu było związane ze stacjonowaniem jego brygady i innych oddziałów w Wiłkomierzu. Poświęcenie budynku miało miejsce 1 października 1869, równolegle z ceremonią poświęcenia na cerkiew przebudowanego popijarskiego kościoła w Wiłkomierzu. Cerkiew była położona w obrębie uporządkowanego z inicjatywy Letmiużnikowa cmentarza prawosławnego. Początkowo pełniła funkcję świątyni pomocniczej cerkwi Świętej Trójcy, stała się świątynią parafialną po I wojnie światowej i ponownym przejęciu obiektu popijarskiego przez katolików w 1919. W czasie I wojny światowej nabożeństwa w cerkwi nie były odprawiane.

## Architektura
Cerkiew jest budowlą drewnianą, jednonawową. Wejście do niej prowadzi przez przedsionek, ponad którym znajduje się dzwonnica zdobiona rzędem oślich grzbietów i zwieńczona cebulastą kopułą z krzyżem. Po obydwu stronach budynku znajdują się rzędy prostokątnych okien z okiennicami malowanymi na zielono. W cerkwi znajduje się jednorzędowy ikonostas oraz kilkadziesiąt mniejszych ikon. 
W cerkwi, odpowiednio w latach 1891 i 1894, zostali pochowani wieloletni proboszcz parafii wiłkomierskiej Jefim Priniewski oraz jego żona Aleksandra. W przedsionku cerkwi znajduje się tablica upamiętniająca 14 zabitych żołnierzy 28 brygady artylerii, ofiary wojny rosyjsko-japońskiej.